# Diocese do Mindelo
A Diocese do Mindelo (em latim: Dioecesis Mindelensis), é uma diocese cabo-verdiana do rito latino, directamente subordinada à Santa Sé. A segunda diocese católica do país, ela foi erigida a 9 de Dezembro de 2003 pelo Papa João Paulo II, por desmembramento da Diocese de Santiago de Cabo Verde com sede na Praia, a capital da nação. O bispado mindelense tem como jurisdição toda a região do Barlavento, constituída pelas ilhas de São Vicente (sede), Santo Antão, São Nicolau, Boa Vista e Sal. Seu primeiro bispo foi Arlindo Gomes Furtado, até então vigário-geral da diocese de Cabo Verde.
Actualmente a diocese abrange uma área total de 2207 km², com 176 mil habitantes, sendo 154 mil católicos, ou seja, 87.5% da população. A diocese é composta por 15 paróquias, sendo a paróquia de Nossa Senhora da Luz a actual sé episcopal, mais conhecida por Pro-Catedral, na cidade do Mindelo. O Seminário diocesano de Nossa Senhora do Rosário fica sediado na Ribeira Grande. Dom Arlindo Gomes Furtado, natural de Santa Catarina, foi seu primeiro bispo diocesano, tendo sido nomeado a 14 de Novembro de 2003, pelo Papa João Paulo II.

## Dados da diocese
Em 25 de janeiro de 2011, o Santo Padre Bento XVI nomeou como Bispo da Diocese de Mindelo (Cabo Verde) o Rev. do Ildo Augusto Dos Santos Lopes Fortes, sacerdote Fidei donum, Chanceler da Diocese de Mindelo e Pároco da Paróquia de São Vicente. O novo Bispo nasceu em 13 de dezembro de 1964 na ilha de Sal, Cabo Verde. Aos 10 anos, emigrou para Portugal com a família. Completou estudos fundamentais e superiores em Lisboa. Aos 19 anos, entrou no Seminário Maior de Caparide e prosseguiu os estudos eclesiásticos nos Seminários Maiores de Almada e de Cristo Rei dos Olivais, no Patriarcado de Lisboa. Fez cursos de Teologia Sistemática e Direito Canônico, obtendo o Mestrado em Teologia na Universidade Católica Portuguesa. Foi ordenado sacerdote em 29 de novembro de 1992 e encardinado no Patriarcado de Lisboa. Sucessivamente: 1992-1996: Vigário paroquial de S. João de Deus e Assistente no Secretariado diocesano da Pastoral juvenil; 1996-2002: Pároco de São João da Talha; 2002-2005: Vigário e Pároco ad interim na Vicaria de Sacavém; 2005-2007: primeiro serviço em Mindelo como Fidei Donum; 2007-2008: Pároco de S. João Baptista; a partir de 2008: segundo serviço em Mindelo como Fidei Donum; 2009: Pároco de São Vicente, Chanceler da diocese de Mindelo, membro do Colégio de Consultores e do Secretariado Diocesano para a Catequese, Professor na Escola de formação para diáconos permanentes. A Diocese de Mindelo (2003), tem 2.230 km2 e 166.000 habitantes, dos quais 149.230 católicos. Possui 14 paróquias, servidas por 19 sacerdotes (7 diocesanos, dos quais 5 Fidei Donum e 12 religiosos), 5 irmãos religiosos, 53 religiosas e 10 seminaristas maiores.

## Bispos
|        | Nome                                 | Período   | Notas                                   |        |
| Bispos | Bispos                               | Bispos    | Bispos                                  | Bispos |
| ------ | ------------------------------------ | --------- | --------------------------------------- | ------ |
| 2º     | Ildo Augusto dos Santos Lopes Fortes | 2011-     | Atual                                   |        |
| 1º     | Arlindo Gomes Furtado                | 2003-2009 | Nomeado Bispo de Santiago de Cabo Verde |        |